# ران ایلی
ران ایلی (انگلیسی: Ron Ely؛ ۲۱ ژوئن ۱۹۳۸ – ۲۹ سپتامبر ۲۰۲۴) بازیگر اهل ایالات متحده آمریکا بود. وی شانزدهمین بازیگر نقش تارزان در سینما بود. مجموعه تلویزیونی تارزان پیش از انقلاب ۱۳۵۷ از تلویزیون ملی ایران نیز پخش شد.

## زندگینامه
ران ایلی در ۲۱ ژوئن ۱۹۳۸ در هرفورد تگزاس زاده شد. او در سال ۱۹۵۹ با عشق دوران دبیرستان خود،‌ هلن جانت ترپلت ازدواج کرد. اما آنها دو سال بعد از هم جدا شدند.
برخلاف دیگر بازیگران نقش تارزان که از بدلکاران استفاده می‌کردند،‌ او خودش در همه صحنه‌های خطرناک بازی می‌کرد. به همین دلیل چندین بار دچار شکستگی استخوان شد. گفته می‌شود او هدف حمله حیوانات وحشی نیز قرار گرفته بود.
در دهه ۱۹۸۰ او در برنامه‌های تلویزیونی موفقی مانند کمدی کشتی عشق و همچنین زن فوق‌العاده بازی کرد. اجرای او در رقابت‌های دوشیزه آمریکا در اوایل دهه ۱۹۸۰ مورد توجه قرار گرفت. او در این برنامه با والری لوندین همسر دوم خود آشنا شد. این زوج صاحب سه فرزند شدند.
در اکتبر سال ۲۰۱۹ والری لوندین به دست پسرشان کامرون در خانه خود با ضربات چاقو به قتل رسید. پلیس بعدا در محل حاضر شد و با شلیک گلوله کامرون را کشت. ران ایلی علیه پلیس شکایت کرد. اما قاضی با این استدلال که ماموران پلیس در دفاع از خود عمل کرده‌ند شکایت ایلی را رد کرد.
ران ایلی پس از بازنشستگی در سال ۲۰۰۱ دو کتاب معمایی منتشر کرد. اما در سال ۲۰۱۴ با بازی در فیلم در انتظار آمیش بار دیگر به سینما بازگشت.
ایلی در سال ۱۹۷۵ نقش اول را در فیلم داک سویج: مردی از برنز بازی کرد.

## درگذشت
ران ایلی در ۲۹ سپتامبر ۲۰۲۴ در خانه یکی از دخترانش در لس آلاموس، کالیفرنیا در سن ۸۶ سالگی درگذشت.

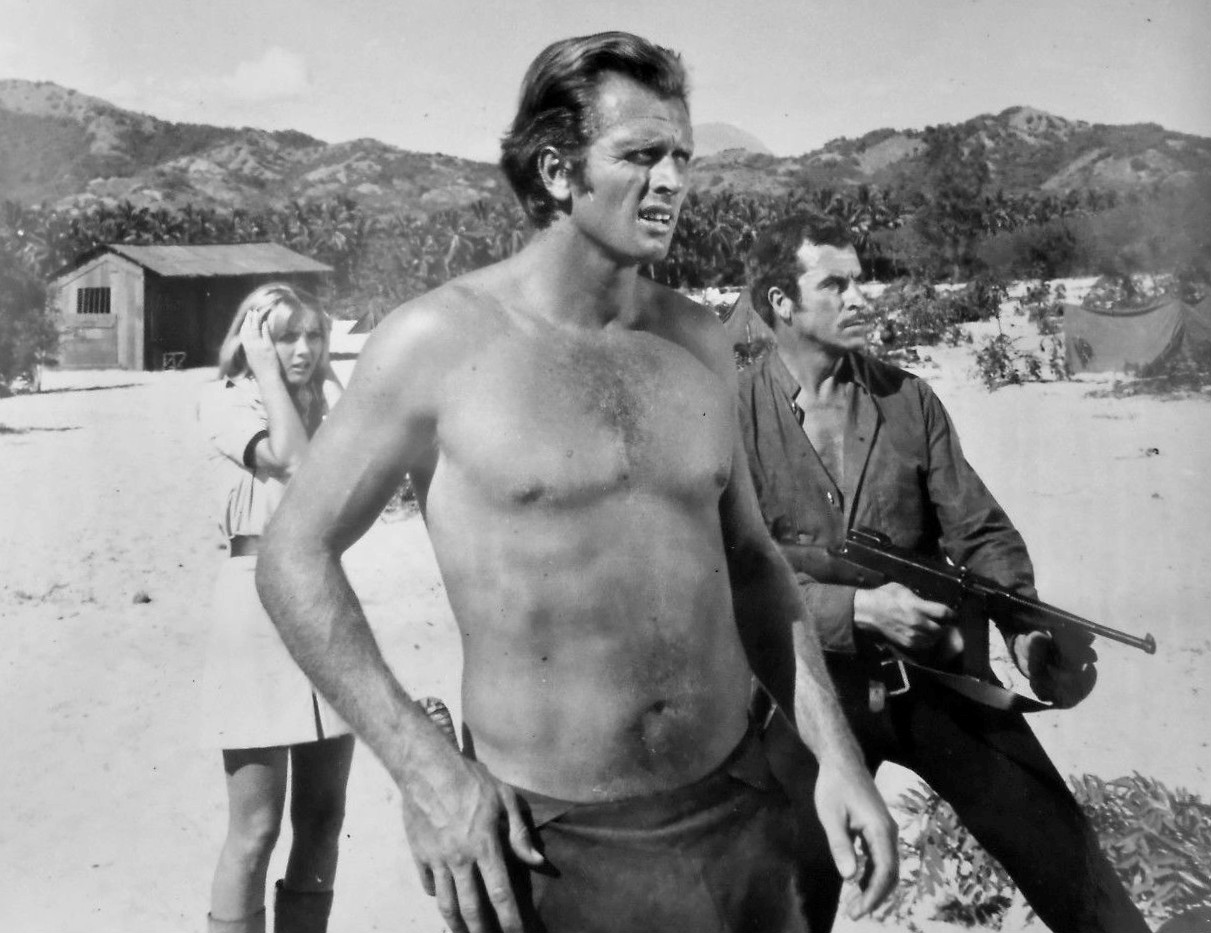
مجموعه تلویزیونی تارزان